# العلاقات المغربية الفنزويلية
العلاقات المغربية الفنزويلية هي العلاقات الثنائية التي تجمع بين المغرب وفنزويلا.

## مقارنة بين البلدين
هذه مقارنة عامة ومرجعية للدولتين:
| وجه المقارنة                                              | المغرب                                 | فنزويلا                                  |
| --------------------------------------------------------- | -------------------------------------- | ---------------------------------------- |
| المساحة (كم2)                                             | 710.85 ألف                             | 916.45 ألف                               |
| عدد السكان (نسمة)                                         | 36.07 مليون                            | 28.87 مليون                              |
| الكثافة السكانية (ن./كم²)                                 | 50.74                                  | 31.5                                     |
| العاصمة                                                   | الرباط                                 | كاراكاس                                  |
| اللغة الرسمية                                             | اللغة العربية، أمازيغية معيارية مغربية | اللغة الإسبانية، لغة الإشارة الفنزويلية ‏ |
| العملة                                                    | درهم مغربي                             | بوليفار فنزويلي                          |
| الناتج المحلي الإجمالي (بليون دولار)                      | 109.14 مليار                           | 482.36 مليار                             |
| الناتج المحلي الإجمالي (تعادل القوة الشرائية) بليون دولار | 274.06 مليار                           |                                          |
| الناتج المحلي الإجمالي الاسمي للفرد دولار أمريكي          | 2.88 ألف                               |                                          |
| الناتج المحلي الإجمالي للفرد دولار أمريكي                 | 7.49 ألف                               |                                          |
| مؤشر التنمية البشرية                                      | 0.628                                  | 0.762                                    |
| رمز المكالمات الدولي                                      | +212                                   | +58                                      |
| رمز الإنترنت                                              | .ma                                    | .ve                                      |
| المنطقة الزمنية                                           | ت ع م+01:00                            | 00                                       |

## منظمات دولية مشتركة
يشترك البلدان في عضوية مجموعة من المنظمات الدولية، منها:
| علم المنظمة | اسم المنظمة                        | تاريخ انضمام المغرب | تاريخ انضمام فنزويلا |
| ----------- | ---------------------------------- | ------------------- | -------------------- |
|             | وكالة ضمان الاستثمار متعدد الأطراف | 17 سبتمبر 1992      | 9 مايو 1994          |
|             | منظمة الشرطة الجنائية الدولية      | ?                   | ?                    |
|             | منظمة حظر الأسلحة الكيميائية       | ?                   | ?                    |
|             | منظمة التجارة العالمية             | 1995                | ?                    |
|             | البنك الدولي للإنشاء والتعمير      | 25 أبريل 1958       | 30 ديسمبر 1946       |
|             | الأمم المتحدة                      | 12 نوفمبر 1956      | 15 نوفمبر 1945       |
|             | مؤسسة التمويل الدولية              | 30 أغسطس 1962       | 28 ديسمبر 1956       |
|             | يونسكو                             | 7 نوفمبر 1956       | 25 نوفمبر 1946       |
|             | الاتحاد البريدي العالمي            | ?                   | ?                    |
|             | المنظمة الهيدروغرافية الدولية      | ?                   | ?                    |
|             | الاتحاد الدولي للاتصالات           | 1 نوفمبر 1956       | 13 أغسطس 1920        |

## وصلات خارجية
- موقع وزارة الخارجية المغربية
- موقع وزارة الخارجية الفنزويلية